# باشگاه فوتبال ذوب‌آهن
باشگاه  ذوب‌آهن اصفهان یک باشگاه فوتبال در شهر اصفهان، ایران است که در سال ۱۳۴۷ بنیان‌گذاری شده است. باشگاه ذوب آهن به عنوان تیم دوم اصفهان بعد از سپاهان دارای محبوبیت خاصی نیز میباشد . این باشگاه هم‌اکنون در لیگ برتر خلیج فارس حضور دارد.
مالک این باشگاه، شرکت ذوب‌آهن اصفهان است. ذوب‌آهن با چهار قهرمانی در جام حذفی ایران، یکی از تیم‌های پرافتخار این جام به‌شمار می‌آید. مهم‌ترین دستاوردهای این باشگاه شامل ۴ نایب‌قهرمانی لیگ فوتبال ایران، ۴ قهرمانی جام حذفی فوتبال ایران، ۱ قهرمانی سوپر جام فوتبال ایران و ۱ نایب‌قهرمانی لیگ قهرمانان آسیا است. سی و یکم خرداد در تقویم ورزشی ایران به عنوان روز ذوب آهن نامگذاری شده است. تیم فوتبال ذوب آهن یکی از چهار تیم لیگ برتر است که هیچگاه به لیگ آزادگان (دسته پایین‌تر) سقوط نکرده است.

## پیشینه

بازیکنان ذوب‌آهن در یکی از بازی‌های جام تخت جمشید ۱۳۵۵

### پیش از انقلاب (۱۳۵۷–۱۳۴۷)
محمدعلی تقی‌زاده فرهمند در ۳۱ خرداد ۱۳۴۷ تأسیسات ورزشی کارخانه ذوب‌آهن اصفهان را بنیان گذاشت. ذوب‌آهن نخستین بازی رسمی خود را هم‌زمان با بازگشایی ورزشگاه ۲۲ بهمن اصفهان برابر پیکان انجام داد و ۲–۴ شکست خورد. از جمله بازیکنان آن تیم می‌توان روح‌الله زرگر، اصغر نیلچیان، نعمت‌الله زرگر و مصطفی قانعی اولین کاپیتان این تیم را نام برد.
ذوب‌آهن در تمام ادوار جام تخت جمشید نیز حضور داشته است. ذوب‌آهن که باشگاه متمول و سرمایه‌داری بود، تعدادی از بازیکنان سپاهان را به خدمت گرفت و یوگنی لیادین را به عنوان مربی برگزید.

### پس از انقلاب (اکنون–۱۳۵۷)
آن‌ها پس از انقلاب ۵۷ از سال ۱۳۷۲ با خرید امتیاز تیم تام به لیگ کشور بازگشتند و به جز سال ۱۳۷۴ که در دسته دوم حضور یافتند در بقیه سال‌ها در دسته اول فوتبال کشور حضور داشتند.
ذوب‌آهن در تمام ادوار لیگ برتر حضور داشته است و چهار بار نایب قهرمانی در این لیگ را تجربه کرده اما تاکنون موفق به قهرمانی در لیگ برتر نشده است. این تیم در جام حذفی چهار قهرمانی و یک نایب قهرمانی کسب کرده است و از تیم‌های پرافتخار این جام می‌باشد. ذوب‌آهن در سال ۱۳۸۹ به مقام نایب قهرمانی لیگ قهرمانان آسیا رسیده است. این باشگاه همچنین یک بار قهرمان سوپر جام نیز شده است.

#### لیگ قهرمانان آسیا ۲۰۱۰
تیم فوتبال ذوب‌آهن با چیرگی بر تیم‌های آسیایی حاضر در رقابت سال ۲۰۱۰ به فینال مسابقات لیگ قهرمانان آسیا ۲۰۱۰ راه یافت. این تیم در تاریخ ۲۲ آبان ۱۳۸۹ و در تک‌بازی فینال که در استادیوم ملی المپیک توکیو قرار گرفته در کشور ژاپن برگزار شد، به رقابت با تیم سئونگنام ایلهوا چونما پرداخت. ذوب‌آهن در این دیدار با نتیجهٔ ۱–۳ برابر نمایندهٔ کره جنوبی شکست خورد و نایب قهرمان لیگ قهرمانان آسیا ۲۰۱۰ شد.

### افتخارات تاریخ باشگاه ذوب‌آهن
باشگاه ذوب‌آهن ۴ قهرمانی در جام حذفی ایران(فصول ۸۲-۱۳۸۱، ۸۸-۱۳۸۷، ۹۴-۱۳۹۳ ، ۹۵-۱۳۹۴)، ۱ قهرمانی سوپرجام ایران (سال ۱۳۹۵)، ۴ نایب قهرمانی لیگ ایران و ۱ نایب قهرمانی لیگ قهرمانان آسیا را در کارنامه دارد.
ذوب‌آهن چهارمین تیم پرافتخار تاریخ جام حذفی فوتبال ایران است.
| لیگ‌های فوتبال ایران | ۰ |                                       | ۴ | ۸۴–۱۳۸۳ ، ۸۸–۱۳۸۷ ، ۸۹–۱۳۸۸ ، ۹۷–۱۳۹۶ |
| جام حذفی ایران      | ۴ | ۸۲–۱۳۸۱ ، ۸۸–۱۳۸۷ ، ۹۴–۱۳۹۳ ، ۹۵–۱۳۹۴ | ۱ | ۸۰-۱۳۷۹                               |
| سوپر جام ایران      | ۱ | ۱۳۹۵                                  | ۰ |                                       |
| لیگ قهرمانان آسیا   | ۰ |                                       | ۱ | ۲۰۱۰                                  |

## ورزشگاه و دارایی‌ها

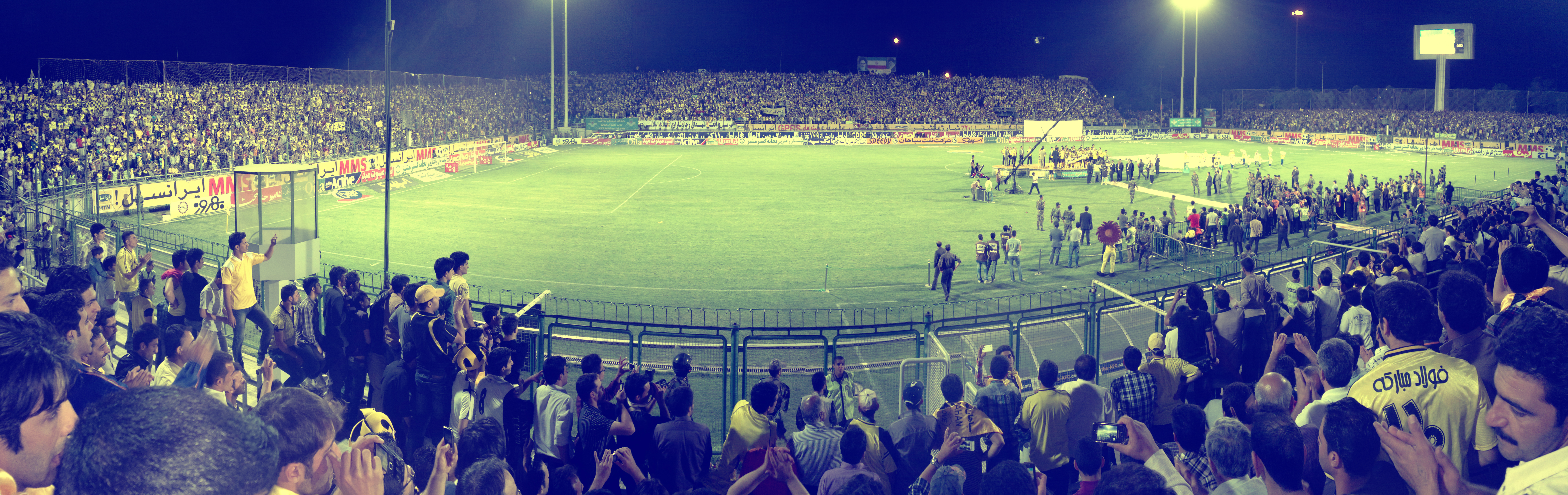
ورزشگاه فولادشهر، خانه باشگاه

ورزشگاه فولادشهر ورزشگاه خانگی ذوب‌آهن است که در سال ۱۳۷۷ افتتاح شده است. باشگاه ذوب‌آهن ورزشگاه‌ها و زمین‌های ورزشی زیادی در اصفهان دارد.
این باشگاه از اندک باشگاه‌های ایرانی است که ورزشگاه اختصاصی دارد. تیم سپاهان، همشهری ذوب‌آهن هم از سال ۱۳۸۶ تا ۱۳۹۵ بازی‌های خانگی خود را در این ورزشگاه برگزار می‌کرد.
باشگاه موزهٔ افتخارات خود را در روزهای آغازین دی ۱۳۸۷ بازگشایی کرد.
ورزشگاه فولادشهر نیز دارای ۲۲ سکوی تماشاچیان است. در جریان بازسازی سال ۱۳۸۸ در این ورزشگاه تمامی سکوها ایزولاسیون و مجهز به صندلی گردیده است. مطابق با قوانین ای‌اف‌سی نورافکن‌ها تقویت شده است و ساختمان VVIP و VIP نیز در ورزشگاه احداث گردیده در داخل ساختمان ورزشگاه سمت راست رختکن میهمان و چپ میزبان است و اتاق کنفرانس طبقه دوم قرار دارد.

## بازیکنان

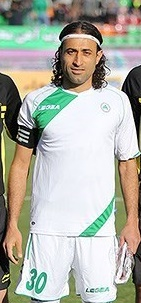
مهدی رجب‌زاده کاپیتان سابق ذوب‌آهن

### بازیکنان کنونی
فهرست بازیکنان باشگاه فوتبال ذوب‌آهن اصفهان در فصل ۰۴–۱۴۰۳ به شرح زیر است:
| شماره |       | نقش       | بازیکن             |
| ----- | ----- | --------- | ------------------ |
| ۱     | ایران | دروازه‌بان | پارسا جعفری        |
| ۲     | ایران | مدافع     | ابوالفضل حسینی‌فر   |
| ۳     | ایران | مدافع     | عرفان قهرمانی      |
| ۴     | ایران | مدافع     | آرش قادری          |
| ۶     | ایران | مدافع     | نادر محمدی         |
| ۷     | ایران | مهاجم     | محمدجواد محمدی     |
| ۱۰    | ایران | هافبک     | احسان پهلوان       |
| ۱۴    | ایران | هافبک     | پویا مختاری        |
| ۱۷    | ایران | هافبک     | جلال‌الدین علی‌محمدی |
| ۱۸    | ایران | مهاجم     | آریا برزگر         |
| ۱۹    | ایران | مدافع     | پدرام قاضی‌پور      |

| شماره |                 | نقش       | بازیکن             |
| ----- | --------------- | --------- | ------------------ |
| ۲۰    | ایران           | دروازه‌بان | داوود نوشی صوفیانی |
| ۲۳    | ایران           | مدافع     | امیرحسین جدی       |
| ۳۰    | ایران           | مهاجم     | علی اسلامی         |
| ۵۷    | ایران           | مدافع     | شاهین طاهرخانی     |
| ۶۸    | ایران           | هافبک     | ابوالفضل محمدی     |
| ۶۹    | ایران           | مدافع     | شایان مصلح         |
| ۷۰    | ایران           | مدافع     | امید لطیفی         |
| ۸۸    | ایران           | هافبک     | حسن شوشتری         |
| ۹۹    | ایران           | هافبک     | محمود قائد رحمتی   |
|       | بوسنی و هرزگوین | مهاجم     | جنان زایموویچ      |

### بازیکن قرضی
| شماره |       | نقش   | بازیکن                    |
| ----- | ----- | ----- | ------------------------- |
|       | ایران | مدافع | دانیال ایری (خدمت سربازی) |

### بیشترین حضور
تا تاریخ ۲۷ مرداد ۱۴۰۴
| #    | نام               | ملیت    | پست       | بازی |
| ---- | ----------------- | ------- | --------- | ---- |
| ۱    | قاسم حدادی‌فر      | ایران   | هافبک     | ۴۱۹  |
| ۲    | مهدی رجب‌زاده      | ایران   | مهاجم     | ۳۵۴  |
| ۳    | اسماعیل فرهادی    | ایران   | هافبک     | ۳۲۲  |
| ۴    | رسول کربکندی      | ایران   | دروازه‌بان | ۳۰۹  |
| ۵    | محمد صلصالی       | ایران   | مدافع     | ۲۵۵  |
| ۶    | محمدعلی شجاعی     | ایران   | مدافع     | ۲۰۹  |
| ۷    | سپهر حیدری        | ایران   | مدافع     | ۲۰۱  |
| ۸    | مرتضی تبریزی      | ایران   | مهاجم     | ۱۹۷  |
| ۹    | مصطفی صالحی‌نژاد   | ایران   | هافبک     | ۱۷۹  |
| ۱۰   | محمدرشید مظاهری   | ایران   | دروازه‌بان | ۱۷۶  |
| ۱۱   | محمد منصوری       | ایران   | هافبک     | ۱۶۹  |
| ۱۲   | سینا عشوری        | ایران   | هافبک     | ۱۶۸  |
| ۱۳   | محمدرضا خلعتبری   | ایران   | مهاجم     | ۱۶۶  |
| ۱۴   | فرشید طالبی       | ایران   | مدافع     | ۱۶۵  |
| ۱۵   | محسن مسلمان       | ایران   | هافبک     | ۱۶۵  |
| ۱۶   | احسان پهلوان      | ایران   | هافبک     | ۱۶۳  |
| ۱۷   | وحید محمدزاده     | ایران   | مدافع     | ۱۶۰  |
| ۱۸   | حسن استکی         | ایران   | هافبک     | ۱۵۹  |
| ۱۹   | محمد نژادمهدی     | ایران   | مدافع     | ۱۵۷  |
| ۲۰   | حسن اشجاری        | ایران   | مدافع     | ۱۵۶  |
| ۲۱   | ایگور کاسترو      | برزیل   | مهاجم     | ۱۵۶  |
| ۲۲   | محمدعلی احمدی     | ایران   | مدافع     | ۱۵۳  |
| ۲۳   | رضا صاحبی         | ایران   | مهاجم     | ۱۴۵  |
| ۲۴   | سید محمد حسینی    | ایران   | مدافع     | ۱۴۰  |
| ۲۵   | دانیال اسماعیلی‌فر | ایران   | مدافع     | ۱۳۴  |
| ۲۶   | محمدرضا حسینی     | ایران   | هافبک     | ۱۳۳  |
| ۲۷   | شهاب گردان        | ایران   | دروازه‌بان | ۱۳۱  |
| ۲۸   | محمد قریشی        | ایران   | مدافع     | ۱۲۴  |
| ۲۹   | مهدی مهدی‌پور      | ایران   | هافبک     | ۱۲۴  |
| ۳۰   | رضا عزیزی         | ایران   | هافبک     | ۱۱۷  |
| ۳۱   | هادی محمدی        | ایران   | مدافع     | ۱۱۶  |
| ۳۲   | احمد محمدپور      | ایران   | مدافع     | ۱۱۵  |
| ۳۳   | محمد قاضی         | ایران   | مهاجم     | ۱۱۱  |
| ۳۴   | فرشاد بهادرانی    | ایران   | هافبک     | ۱۱۰  |
| ۳۵   | حمید بوحمدان      | ایران   | هافبک     | ۱۰۷  |
| ۳۶   | گئورگ استراتولات  | مولدووا | مدافع     | ۱۰۶  |
| ۳۷   | ابراهیم تقی‌پور    | ایران   | مدافع     | ۱۰۵  |
| ۳۸   | محمد رضا عباسی    | ایران   | هافبک     | ۱۰۵  |
| ۳۹   | علی حمام          | لبنان   | مدافع     | ۱۰۳  |
| ۴۰   | مسعود ابراهیم‌زاده | ایران   | مدافع     | ۱۰۳  |
| ۴۱   | مجتبی حسینی       | ایران   | مدافع     | ۱۰۲  |
| ۴۲   | جلال امیدیان      | ایران   | مدافع     | ۱۰۱  |
| ۴۳   | حمید عزیززاده     | ایران   | مدافع     | ۱۰۰  |
| (۴۴) | امیرحسین جدی      | ایران   | مدافع     | ۷۸   |

- بازیکنانی که بیش از ۲۰۰ بازی برای ذوب‌آهن بازی کرده‌اند.
- بازیکنانی که بیش از ۱۰۰ بازی برای ذوب‌آهن بازی کرده‌اند.

### برترین گلزنان
تا تاریخ ۲۵ اردیبهشت ۱۴۰۴
| #  | نام               | ملیت    | پست   | گل  |
| -- | ----------------- | ------- | ----- | --- |
| ۱  | مهدی رجب‌زاده      | ایران   | مهاجم | ۱۰۷ |
| ۲  | مرتضی تبریزی      | ایران   | مهاجم | ۵۷  |
| ۳  | اسماعیل فرهادی    | ایران   | هافبک | ۵۲  |
| ۴  | محمدرضا خلعتبری   | ایران   | مهاجم | ۴۶  |
| ۵  | رضا صاحبی         | ایران   | مهاجم | ۴۵  |
| ۶  | ایگور کاسترو      | برزیل   | مهاجم | ۴۰  |
| ۷  | سید محمد حسینی    | ایران   | مدافع | ۲۹  |
| ۸  | کمال حسینی        | ایران   | مهاجم | ۲۸  |
| ۹  | محمد قاضی         | ایران   | مهاجم | ۲۶  |
| ۱۰ | قاسم حدادی‌فر      | ایران   | هافبک | ۲۲  |
| ۱۱ | محسن مسلمان       | ایران   | هافبک | ۲۱  |
| ۱۲ | عباس سیمکانی      | ایران   | مهاجم | ۲۱  |
| ۱۳ | امیر وزیری        | ایران   | مهاجم | ۱۸  |
| ۱۴ | مسعود حسن‌زاده     | ایران   | مهاجم | ۱۷  |
| ۱۵ | سپهر حیدری        | ایران   | مدافع | ۱۶  |
| ۱۶ | ارسلان مطهری      | ایران   | مهاجم | ۱۵  |
| ۱۷ | احسان پهلوان      | ایران   | هافبک | ۱۵  |
| ۱۸ | کاوه رضایی        | ایران   | مهاجم | ۱۴  |
| ۱۹ | کیوان امرایی      | ایران   | مهاجم | ۱۴  |
| ۲۰ | محمدرضا حسینی     | ایران   | هافبک | ۱۴  |
| ۲۱ | محمد صلصالی       | ایران   | مدافع | ۱۴  |
| ۲۲ | سیاوش حیدری       | ایران   | مهاجم | ۱۳  |
| ۲۳ | محمود ابراهیم‌زاده | ایران   | مهاجم | ۱۳  |
| ۲۴ | جری بنگستون       | هندوراس | مهاجم | ۱۲  |
| ۲۵ | وحید محمدزاده     | ایران   | مدافع | ۱۲  |
| ۲۶ | فرشید طالبی       | ایران   | مدافع | ۱۲  |
| ۲۷ | دارکو بیدوف       | صربستان | مهاجم | ۱۱  |
| ۲۸ | مجید علیاری       | ایران   | مهاجم | ۱۱  |
| ۲۹ | کیروس استنلی      | برزیل   | مهاجم | ۱۰  |
| ۳۰ | مهدی ویسی         | ایران   | هافبک | ۱۰  |
| ۳۱ | محمدحسین اسلامی   | ایران   | مهاجم | ۱۰  |
| ۳۲ | دانیال اسماعیلی‌فر | ایران   | مدافع | ۱۰  |
| ۳۳ | محمد منصوری       | ایران   | هافبک | ۱۰  |
| ۳۴ | مصطفی صالحی‌نژاد   | ایران   | هافبک | ۱۰  |

- بازیکنانی که بیش از ۵۰ گل برای ذوب‌آهن به ثمر رسانده‌اند.
- بازیکنانی که بیش از ۱۰ گل برای ذوب‌آهن به ثمر رسانده‌اند.

### بازیکنان خارجی
فهرست بازیکنان خارجی باشگاه فوتبال ذوب‌آهن اصفهان شامل بازیکنانی می‌شود که با تابعیت غیر ایرانی برای باشگاه فوتبال ذوب‌آهن بازی کرده‌اند.
| ردیف | نام              | کشور             | پست       | دوران بازی            | بازی | گل |
| ---- | ---------------- | ---------------- | --------- | --------------------- | ---- | -- |
| ۱    | سرگی پونومارف    | روسیه            | مدافع     | ۱۳۷۳                  | ؟    | ؟  |
| ۲    | الهام کامباروف   | جمهوری آذربایجان | ؟         | ۱۳۷۶–۱۳۷۷             | ؟    | ؟  |
| ۳    | گئورگ استراتولات | مولداوی          | هافبک     | ۱۳۸۰–۱۳۸۶             | ۱۱۵  | ۷  |
| ۴    | آرمناک پطروسیان  | ارمنستان         | دروازه‌بان | ۱۳۸۲–۱۳۸۴             | ۷۲   | ۰  |
| ۵    | سرگئی کریلوف     | جمهوری آذربایجان | ؟         | ۱۳۸۲–۱۳۸۳             | ۶    | ۰  |
| ۶    | امانوئل ازوکام   | نیجریه           | هافبک     | ۱۳۸۲–۱۳۸۳             | ؟    | ۱  |
| ۷    | میروسلاو هیل     | اسلواکی          | دروازه‌بان | ۱۳۸۴–۱۳۸۵             | ۱۰   | ۰  |
| ۸    | جوئلسون          | برزیل            | مهاجم     | ۱۳۸۴–۱۳۸۵             | ۲۵   | ۷  |
| ۹    | لوون استپانیان   | ارمنستان         | هافبک     | ۱۳۸۴–۱۳۸۵             | ۱۲   | ۰  |
| ۱۰   | فابیو کاروالیو   | برزیل            | دروازه‌بان | ۱۳۸۵–۱۳۸۶             | ؟    | ۰  |
| ۱۱   | ادگاردو سیموویچ  | اروگوئه          | مهاجم     | ۱۳۸۵                  | ۱    | ۰  |
| ۱۲   | عیسی اندوی       | سنگال            | دروازه‌بان | ۱۳۸۵–۱۳۸۶ و ۱۳۸۹–۱۳۸۷ | ۶۰   | ۰  |
| ۱۳   | آرمن تیگرانیان   | ارمنستان         | هافبک     | ۱۳۸۶                  | ۶    | ۰  |
| ۱۴   | فابیو ماگرائو    | برزیل            | هافبک     | ۱۳۸۶–۱۳۸۷             | ؟    | ؟  |
| ۱۵   | حیدر عبید        | عراق             | مدافع     | ۱۳۸۷–۱۳۸۸             | ۱۲   | ۰  |
| ۱۶   | ایگور کاسترو     | برزیل            | مهاجم     | ۱۳۸۷–۱۳۹۱             | ۱۲۱  | ۳۰ |
| ۱۷   | باجرم نبیحی      | آلمان            | هافبک     | ۱۳۸۷                  | ۰    | ۰  |
| ۱۸   | گابریل ایریبارن  | آرژانتین         | هافبک     | ۱۳۸۸–۱۳۸۹             | ۱۰   | ۲  |
| ۱۹   | وینیسیوس انوادرو | برزیل            | مدافع     | ۱۳۸۹–۱۳۹۰             | ۵    | ۰  |
| ۲۰   | فلیپ آلوز        | برزیل            | هافبک     | ۱۳۹۰–۱۳۹۱             | ۲۸   | ۱  |
| ۲۱   | هوگو ماچادو      | پرتغال           | هافبک     | ۱۳۹۰–۱۳۹۱             | ۲۵   | ۳  |
| ۲۲   | هوار ملا محمد    | عراق             | هافبک     | ۱۳۹۰–۱۳۹۱             | ۱۱   | ۱  |
| ۲۳   | دارکو بوژوویچ    | مونته‌نگرو        | دروازه‌بان | ۱۳۹۱–۱۳۹۲             | ۷    | ۰  |
| ۲۴   | گئورگ کاسپاروف   | ارمنستان         | دروازه‌بان | ۱۳۹۱–۱۳۹۳             | ۲۴   | ۰  |
| ۲۵   | آتسو استویکوف    | مقدونیه شمالی    | هافبک     | ۱۳۹۱–۱۳۹۲             | ۵    | ۱  |
| ۲۶   | اسماعیل فوفونا   | ساحل عاج         | مهاجم     | ۱۳۹۱–۱۳۹۲             | ۱۴   | ۱  |
| ۲۷   | میلان میاتوویچ   | مونته‌نگرو        | دروازه‌بان | ۱۳۹۲–۱۳۹۳             | ۲۱   | ۰  |
| ۲۸   | کارلوس           | برزیل            | مدافع     | ۱۳۹۲–۱۳۹۴             | ۴۳   | ۳  |
| ۲۹   | ویکتور گوازا     | کلمبیا           | مهاجم     | ۱۳۹۲–۱۳۹۳             | ۴    | ۰  |
| ۳۰   | ولید اسماعیل     | لبنان            | مدافع     | ۱۳۹۳–۱۳۹۵             | ۳۱   | ۰  |
| ۳۱   | علی حمام         | لبنان            | مدافع     | ۱۳۹۳–۱۳۹۷             | ۱۰۲  | ۴  |
| ۳۲   | مارکینیو         | برزیل            | هافبک     | ۱۳۹۴                  | ۵    | ۰  |
| ۳۳   | ربیع عطایا       | لبنان            | هافبک     | ۱۳۹۵–۱۳۹۷             | ۳۹   | ۱  |
| ۳۴   | جری بنگتسون      | هندوراس          | مهاجم     | ۱۳۹۵–۱۳۹۶             | ۳۷   | ۱۲ |
| ۳۵   | گیورگی گولسیانی  | گرجستان          | مدافع     | ۱۳۹۶–۱۳۹۷             | ۲۰   | ۱  |
| ۳۶   | کیروس استنلی     | برزیل            | مهاجم     | ۱۳۹۶–۱۳۹۷             | ۱۹   | ۹  |
| ۳۷   | ماریون           | برزیل            | مهاجم     | ۱۳۹۷–۱۳۹۸             | ۲۷   | ۲  |
| ۳۸   | ادی ارناندز      | هندوراس          | مهاجم     | ۱۳۹۷–۱۳۹۸             | ۲۳   | ۳  |
| ۳۹   | کریستین اوساگونا | نیجریه           | مهاجم     | ۱۳۹۷–۱۳۹۸             | ۱۳   | ۱  |
| ۴۰   | ماکالی کریسانتوس | نیجریه           | مهاجم     | ۱۳۹۷–۱۳۹۹             | ۵    | ۱  |
| ۴۱   | مهدی خلیل        | لبنان            | دروازه‌بان | ۱۳۹۸–۱۳۹۹             | ۸    | ۰  |
| ۴۲   | ابیابووی باکر    | نیجریه           | مدافع     | ۱۳۹۸–۱۳۹۹             | ۱    | ۰  |
| ۴۳   | ایوان مارکوویچ   | صربستان          | هافبک     | ۱۳۹۸–۱۴۰۰             | ۲۴   | ۶  |
| ۴۴   | دارکو بیدوف      | صربستان          | مهاجم     | ۱۳۹۸–۱۴۰۰ و ۱۴۰۱      | ۴۳   | ۱۰ |
| ۴۵   | احسان پنج‌شنبه    | تاجیکستان        | هافبک     | ۱۴۰۱                  | ۵    | ۰  |

### شماره‌های بایگانی‌شده
| شماره | نام بازیکن   |
| ----- | ------------ |
| ۳۰    | مهدی رجب‌زاده |

### بازیکنان جام جهانی
| مسابقات        | بازیکن            |
| -------------- | ----------------- |
| جام جهانی ۱۹۷۸ | رسول کربکندی      |
| جام جهانی ۱۹۹۸ | علی‌اکبر استاداسدی |
| جام جهانی ۲۰۱۴ | قاسم حدادی‌فر      |
| جام جهانی ۲۰۱۸ | محمدرشید مظاهری   |

### بازیکنان تورنمنت‌های بین‌المللی
| مسابقات              | بازیکنان                                            |
| -------------------- | --------------------------------------------------- |
| جام ملت‌های آسیا ۱۹۹۶ | علی‌اکبر استاداسدی                                   |
| جام ملت‌های آسیا ۲۰۰۷ | مهدی رجب‌زاده                                        |
| جام ملت‌های آسیا ۲۰۱۱ | شهاب گردان قاسم حدادی‌فر محمدرضا خلعتبری فرشید طالبی |

## مربیان و مدیران

### کادر فنی
تا تاریخ ۲۴ تیر ۱۴۰۴
| کادر فنی باشگاه آلومینیوم اراک | کادر فنی باشگاه آلومینیوم اراک |
| سمت                            | نام                            |
| ------------------------------ | ------------------------------ |
| سرمربی                         | قاسم حدادی‌فر                   |
| مربی                           | عدنان کوستوویچ                 |
| مربی                           | فرشاد بهادرانی                 |
| مربی                           | محمدرضا حدادی‌فر                |
| مربی                           | جواد محققیان                   |
| مربی دروازه‌بان‌ها               | اشکان نامداری                  |
| مربی بدنساز                    | غلامرضا امینی‌زاد               |
| آنالیزور                       | امیر جمالی                     |
| سرپرست                         | حمیدرضا علی‌بابایی              |

### مربیان تاریخ باشگاه
| نام مربی           | سال‌ها     |
| ------------------ | --------- |
| محمود یاوری        | ۱۳۴۸–۱۳۴۷ |
| عزیز اصلی          | ۱۳۴۹–۱۳۴۸ |
| بهرام عاطف         | ۱۳۴۹      |
| محسن حاج‌نصرالله    | ۱۳۵۱–۱۳۴۹ |
| محمود عرب‌زاده      | ۱۳۵۲–۱۳۵۱ |
| یوگنی لیادین       | ۱۳۵۶–۱۳۵۲ |
| رسول کربکندی       | ۱۳۷۲–۱۳۶۲ |
| یوگنی لیادین       | ۱۳۷۴–۱۳۷۲ |
| بهرام عاطف         | ۱۳۷۵–۱۳۷۴ |
| محمود یاوری        | ۱۳۷۸–۱۳۷۵ |
| ناصر حجازی         | ۱۳۸۰–۱۳۷۸ |
| بهرام عاطف         | ۱۳۸۱–۱۳۸۰ |
| سامول داربینیان    | ۱۳۸۲–۱۳۸۱ |
| رسول کربکندی       | ۱۳۸۶–۱۳۸۲ |
| زوران جورجویچ      | ۱۳۸۶      |
| جمشید رشیدی (موقت) | ۱۳۸۶      |
| بیژن ذوالفقارنسب   | ۱۳۸۷–۱۳۸۶ |
| منصور ابراهیم‌زاده  | ۱۳۹۱–۱۳۸۷ |

| نام مربی           | سال‌ها     |
| ------------------ | --------- |
| رسول کربکندی       | ۱۳۹۱      |
| فرهاد کاظمی        | ۱۳۹۲–۱۳۹۱ |
| محمود یاوری        | ۱۳۹۲      |
| لوکا بوناچیچ       | ۱۳۹۲      |
| مجتبی تقوی         | ۱۳۹۲      |
| فیروز کریمی        | ۱۳۹۳–۱۳۹۲ |
| یحیی گل‌محمدی       | ۱۳۹۵–۱۳۹۳ |
| مجتبی حسینی        | ۱۳۹۶–۱۳۹۵ |
| امیر قلعه‌نویی      | ۱۳۹۷–۱۳۹۶ |
| امید نمازی         | ۱۳۹۷      |
| علیرضا منصوریان    | ۱۳۹۸–۱۳۹۷ |
| حسن استکی (موقت)   | ۱۳۹۸      |
| میودراگ رادولوویچ  | ۱۳۹۹–۱۳۹۸ |
| لوکا بوناچیچ       | ۱۳۹۹      |
| رحمان رضایی        | ۱۳۹۹      |
| میلیچ چرچیچ (موقت) | ۱۳۹۹      |
| مجتبی حسینی        | ۱۴۰۰–۱۳۹۹ |
| مهدی تارتار        | ۱۴۰۲–۱۴۰۰ |
| محمد ربیعی         | ۱۴۰۴–۱۴۰۲ |
| قاسم حدادی‌فر       | –۱۴۰۴     |

### مربیان برجسته
| رسول کربکندی      | ۰ | ۱ | ۰ | ۰           | ۱ |
| منصور ابراهیم‌زاده | ۰ | ۱ | ۰ | نایب قهرمان | ۱ |
| یحیی گل‌محمدی      | ۰ | ۲ | ۱ | ۰           | ۳ |

### مدیران عامل
| نام مدیرعامل       | دوران مدیریت | دوران مدیریت |
| نام مدیرعامل       | از           | تا           |
| ------------------ | ------------ | ------------ |
| احمد فرهاد         | ۱۳۴۷         | ۱۳۴۹         |
| محمد بنکدار تهرانی | ۱۳۴۹         | ۱۳۵۱         |
| داریوش صدری        | ۱۳۵۱         | ۱۳۵۴         |
| عبدالعلی نفیسی     | ۱۳۵۴         | ۱۳۵۸         |
| محمود عرب‌زاده      | ۱۳۵۸         | ۱۳۶۰         |
| محمد شفیع نوری     | ۱۳۶۰         | ۱۳۶۱         |
| حسینعلی توصیفیان   | ۱۳۶۱         | ۱۳۷۰         |
| علیرضا جهانبازی    | ۱۳۷۰         | ۱۳۷۰         |
| محمدعلی منصوری     | ۱۳۷۱         | ۱۳۷۱         |
| علیرضا شوقی        | ۱۳۷۲         | ۱۳۷۹         |
| حسین کفعمی         | ۱۳۷۹         | ۱۳۸۳         |
| سعید آذری          | ۱۳۸۳         | ۱۳۸۸         |
| اصغر دلیلی         | ۱۳۸۸         | ۱۳۹۰         |
| محمدعلی عسگری *    | ۱۳۹۰         | ۱۳۹۰         |
| خسرو ابراهیمی      | ۱۳۹۰         | ۱۳۹۲         |
| سعید آذری          | ۱۳۹۲         | ۱۳۹۸         |
| جواد محمدی         | ۱۳۹۸         | ۱۳۹۹         |
| احمد جمشیدی *      | ۱۳۹۹         | ۱۳۹۹         |
| جواد محمدی         | ۱۳۹۹         | ۱۳۹۹         |
| مجتبی فریدونی      | ۱۳۹۹         | ۱۴۰۰         |
| فرشاد دادفر *      | ۱۴۰۰         | ۱۴۰۰         |
| علیرضا احسانی      | ۱۴۰۰         | ۱۴۰۲         |
| نیما نکیسا         | ۱۴۰۲         | ۱۴۰۳         |
| علیرضا احسانی      | ۱۴۰۳         | اکنون        |
| *=سرپرست           |              |              |

## هماوردان

### سپاهان اصفهان
شهرآورد فوتبال اصفهان که میان تیم‌های همشهری ذوب‌آهن و سپاهان انجام می‌شود، از حساسیت بالایی نیز برخوردار است. بازی های بین دو تیم سپاهان و ذوب آهن معمولا پر گل نیز میباشد. آغاز این شهرآورد به دههٔ ۱۳۵۰ برمی‌گردد و همواره یکی از مهم‌ترین شهرآوردهای فوتبال ایران می‌باشد. این دو تیم اولین بار در زمستان ۱۳۵۱ در فینال مسابقات قهرمانی باشگاه‌های اصفهان و در ورزشگاه باغ همایون اصفهان (ورزشگاه تختی اصفهان فعلی) با یکدیگر رو به رو شدند. این دیدار در پایان ۹۰ دقیقه وقت قانونی و همچنین وقت‌های اضافه بدون گل به پایان رسید تا کار به ضربات پنالتی بکشد. در پنالتی‌ها، تیم فوتبال سپاهان با نتیجهٔ پنج بر چهار موفق شد تیم ذوب‌آهن را مغلوب کند و به مقام قهرمانی نیز برسد.

## پیشینه و آمار

بازیکنان ذوب‌آهن در یکی از بازی‌های جام تخت جمشید ۱۳۵۶

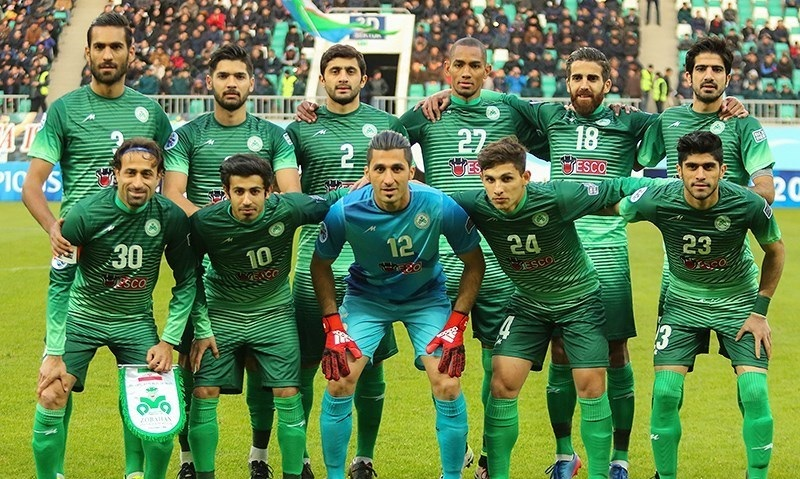
بازیکنان ذوب‌آهن در بازی مقابل بنیادکار در لیگ قهرمانان آسیا ۲۰۱۷

جدول زیر آمار کلی ذوب‌آهن را در دههٔ ۱۳۸۰، دههٔ ۱۳۹۰ و دههٔ ۱۴۰۰ نشان می‌دهد.
| فصل       | رتبه در لیگ برتر | جام حذفی   | لیگ قهرمانان آسیا |
| --------- | ---------------- | ---------- | ----------------- |
| ۸۱–۱۳۸۰   | ۶ام              | ۱/۴ نهایی  | راه نیافت         |
| ۸۲–۱۳۸۱   | ۸ام              | قهرمان     | راه نیافت         |
| ۸۳–۱۳۸۲   | ۴ام              | نیمه نهایی | مرحله گروهی       |
| ۸۴–۱۳۸۳   | نایب قهرمان      | ۱/۸ نهایی  | راه نیافت         |
| ۸۵–۱۳۸۴   | ۶ام              | ۱/۸ نهایی  | راه نیافت         |
| ۸۶–۱۳۸۵   | ۸ام              | ۱/۱۶ نهایی | راه نیافت         |
| ۸۷–۱۳۸۶   | ۶ام              | ۱/۸ نهایی  | راه نیافت         |
| ۸۸–۱۳۸۷   | نایب قهرمان      | قهرمان     | راه نیافت         |
| ۸۹–۱۳۸۸   | نایب قهرمان      | نیمه نهایی | نایب قهرمان       |
| ۹۰–۱۳۸۹   | ۳ام              | ۱/۱۶ نهایی | ۱/۴ نهایی         |
| ۹۱–۱۳۹۰   | ۶ام              | ۱/۸ نهایی  | پلی‌آف             |
| ۹۲–۱۳۹۱   | ۱۴ام             | ۱/۴ نهایی  | راه نیافت         |
| ۹۳–۱۳۹۲   | ۱۳ام             | ۱/۴ نهایی  | راه نیافت         |
| ۹۴–۱۳۹۳   | ۴ام              | قهرمان     | راه نیافت         |
| ۹۵–۱۳۹۴   | ۶ام              | قهرمان     | ۱/۸ نهایی         |
| ۹۶–۱۳۹۵   | ۴ام              | نیمه نهایی | مرحله گروهی       |
| ۹۷–۱۳۹۶   | نایب قهرمان      | ۱/۱۶ نهایی | ۱/۸ نهایی         |
| ۹۸–۱۳۹۷   | ۶ام              | ۱/۱۶ نهایی | ۱/۸ نهایی         |
| ۹۹–۱۳۹۸   | ۱۲ام             | ۱/۸ نهایی  | راه نیافت         |
| ۱۴۰۰–۱۳۹۹ | ۱۴ام             | ۱/۸ نهایی  | راه نیافت         |
| ۱۴۰۱–۱۴۰۰ | ۷ام              | ۱/۸ نهایی  | راه نیافت         |
| ۰۲–۱۴۰۱   | ۹ام              | ۱/۱۶ نهایی | راه نیافت         |
| ۰۳–۱۴۰۲   | ۵ام              | ۱/۸ نهایی  | راه نیافت         |

## ذوب‌آهن در لیگ قهرمانان آسیا
| #     | فصل   | نتیجه          | بازی | برد | مساوی | باخت | گل‌زده | گل‌خورده |
| ----- | ----- | -------------- | ---- | --- | ----- | ---- | ----- | ------- |
| ۱     | ۲۰۰۴  | مرحله گروهی    | ۴    | ۱   | ۲     | ۱    | ۴     | ۵       |
| ۲     | ۲۰۱۰  | نایب قهرمان    | ۱۲   | ۸   | ۲     | ۲    | ۱۵    | ۸       |
| ۳     | ۲۰۱۱  | یک چهارم نهایی | ۹    | ۵   | ۲     | ۲    | ۱۳    | ۷       |
| ۴     | ۲۰۱۲  | پلی‌آف          | ۱    | ۰   | ۰     | ۱    | ۰     | ۲       |
| ۵     | ۲۰۱۶  | یک‌هشتم نهایی   | ۸    | ۴   | ۳     | ۱    | ۱۳    | ۵       |
| ۶     | ۲۰۱۷  | مرحله گروهی    | ۶    | ۲   | ۱     | ۳    | ۶     | ۹       |
| ۷     | ۲۰۱۸  | یک‌هشتم نهایی   | ۹    | ۴   | ۱     | ۴    | ۱۱    | ۱۲      |
| ۸     | ۲۰۱۹  | یک‌هشتم نهایی   | ۱۰   | ۵   | ۳     | ۲    | ۱۸    | ۱۳      |
| مجموع | مجموع | مجموع          | ۵۹   | ۲۹  | ۱۴    | ۱۶   | ۸۰    | ۶۱      |

| ۲۰۰۴ | مرحله گروهی (گروه A) | پاختاکور       | ۱–۰                      | ۲–۰                      |
| ۲۰۰۴ | مرحله گروهی (گروه A) | القطر          | ۳–۳                      | ۰–۰                      |
| ۲۰۰۴ | مرحله گروهی (گروه A) | الرفاع         | انصراف الرفاع از مسابقات | انصراف الرفاع از مسابقات |
| ۲۰۱۰ | مرحله گروهی (گروه B) | الوحده         | ۱–۰                      | ۱–۰                      |
| ۲۰۱۰ | مرحله گروهی (گروه B) | الاتحاد        | ۱–۰                      | ۲–۲                      |
| ۲۰۱۰ | مرحله گروهی (گروه B) | بنیادکار       | ۳–۰                      | ۰–۱                      |
| ۲۰۱۰ | یک‌هشتم نهایی         | مس کرمان       | ۱–۰                      | –                        |
| ۲۰۱۰ | یک چهارم نهایی       | پوهانگ استیلرز | ۲–۱                      | ۱–۱                      |
| ۲۰۱۰ | نیمه نهایی           | الهلال         | ۱–۰                      | ۰–۱                      |
| ۲۰۱۰ | فینال                | سئونگنام       | ۳–۱                      | ۳–۱                      |
| ۲۰۱۱ | مرحله گروهی (گروه D) | الامارات       | ۲–۱                      | ۰–۱                      |
| ۲۰۱۱ | مرحله گروهی (گروه D) | الشباب         | ۰–۱                      | ۰–۰                      |
| ۲۰۱۱ | مرحله گروهی (گروه D) | الریان         | ۱–۰                      | ۱–۳                      |
| ۲۰۱۱ | یک‌هشتم نهایی         | النصر          | ۴–۱                      | –                        |
| ۲۰۱۱ | یک چهارم نهایی       | سوون سامسونگ   | ۱–۲                      | ۱–۱                      |
| ۲۰۱۲ | پلی‌آف                | استقلال تهران  | –                        | ۲–۰                      |
| ۲۰۱۶ | مرحله گروهی (گروه B) | لخویا          | ۰–۰                      | ۰–۱                      |
| ۲۰۱۶ | مرحله گروهی (گروه B) | بنیادکار       | ۵–۲                      | ۰–۰                      |
| ۲۰۱۶ | مرحله گروهی (گروه B) | النصر          | ۳–۰                      | ۰–۳                      |
| ۲۰۱۶ | یک‌هشتم نهایی         | العین          | ۰–۲                      | ۱–۱                      |
| ۲۰۱۷ | مرحله گروهی (گروه C) | العین          | ۰–۳                      | ۱–۱                      |
| ۲۰۱۷ | مرحله گروهی (گروه C) | الاهلی         | ۱–۲                      | ۲–۰                      |
| ۲۰۱۷ | مرحله گروهی (گروه C) | بنیادکار       | ۲–۱                      | ۰–۲                      |
| ۲۰۱۸ | پلی‌آف                | آیزول          | ۳–۱                      | –                        |
| ۲۰۱۸ | مرحله گروهی (گروه B) | الدحیل         | ۰–۱                      | ۳–۱                      |
| ۲۰۱۸ | مرحله گروهی (گروه B) | لوکوموتیو      | ۲–۰                      | ۱–۱                      |
| ۲۰۱۸ | مرحله گروهی (گروه B) | الوحده         | ۲–۰                      | ۳–۰                      |
| ۲۰۱۸ | یک‌هشتم نهایی         | استقلال تهران  | ۱–۰                      | ۳–۱                      |
| ۲۰۱۹ | دور دوم مقدماتی      | الکویت         | ۱–۰                      | –                        |
| ۲۰۱۹ | پلی‌آف                | الغرافه        | –                        | ۲–۳                      |
| ۲۰۱۹ | مرحله گروهی (گروه A) | الزورا         | ۰–۰                      | ۲–۲                      |
| ۲۰۱۹ | مرحله گروهی (گروه A) | النصر          | ۰–۰                      | ۲–۳                      |
| ۲۰۱۹ | مرحله گروهی (گروه A) | الوصل          | ۲–۰                      | ۱–۳                      |
| ۲۰۱۹ | یک‌هشتم نهایی         | الاتحاد        | ۳–۴                      | ۲–۱                      |

## افتخارات

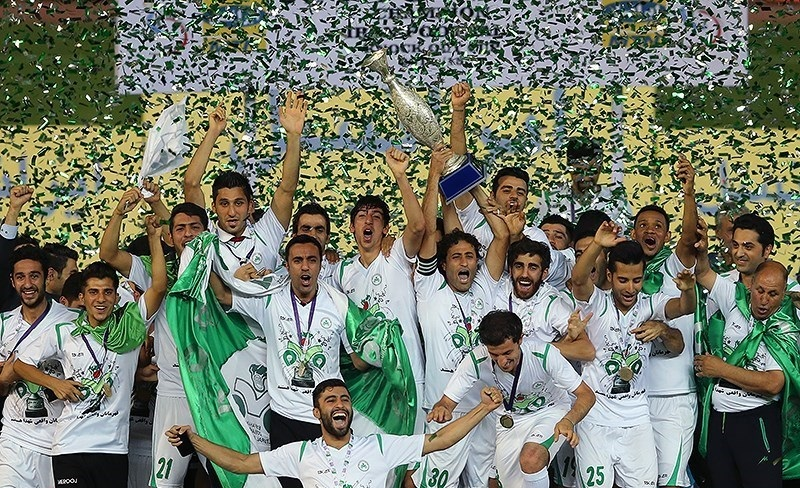
قهرمانی باشگاه فوتبال ذوب‌آهن اصفهان در جام حذفی فوتبال ایران ۹۴–۱۳۹۳

| جام‌های رسمی ذوب‌آهن | جام‌های رسمی ذوب‌آهن | جام‌های رسمی ذوب‌آهن | جام‌های رسمی ذوب‌آهن | جام‌های رسمی ذوب‌آهن                 |
| نوع                | رقابت‌ها            | رقابت‌ها            | عنوان‌ها            | فصل‌ها                              |
| ------------------ | ------------------ | ------------------ | ------------------ | ---------------------------------- |
| داخلی              | کشوری              | جام حذفی ایران     | ۴                  | ۸۲–۱۳۸۱، ۸۸–۱۳۸۷، ۹۴–۱۳۹۳، ۹۵–۱۳۹۴ |
| داخلی              | کشوری              | سوپر جام ایران     | ۱                  | ۱۳۹۵                               |
| مجموع              | مجموع              | مجموع              | ۵                  | ۵                                  |

## نشان‌واره باشگاه
نشان‌واره، آرم یا لوگوی ذوب‌آهن در طول تاریخ این باشگاه دست‌خوش تغییراتی شده است. اولین نشان‌واره این باشگاه، مشابه نشان‌واره شرکت ذوب‌آهن اصفهان نیز بوده است. در نشان‌واره فعلی باشگاه ذوب‌آهن، رنگ‌های اصلی باشگاه (سبز و سفید) به کار رفته شده است.

آرم اولیه باشگاه
آرم سابق باشگاه
آرم کنونی باشگاه

## نماد باشگاه
این باشگاه در مرداد ۱۳۹۳ گاندو یا تمساح پوزه‌کوتاه که نسل‌اش در ایران در خطر انقراض قرار گرفته را به عنوان نماد خود برگزید. هدف از انتخاب این نماد کمک به حفظ محیط زیست و اطلاع‌رسانی دربارهٔ این جانور در معرض خطر اعلام شد. باشگاه ذوب‌آهن گاندو را نماد سخت‌کوشی، جنگندگی و مقاومت قرار داده است.

## گلزنان برتر تیم در لیگ برتر
| فصل       | بازیکن                 | گل‌زده |
| --------- | ---------------------- | ----- |
| ۸۱–۱۳۸۰   | رضا صاحبی              | ۷     |
| ۸۲–۱۳۸۱   | رضا صاحبی              | ۶     |
| ۸۳–۱۳۸۲   | مهدی رجب‌زاده           | ۹     |
| ۸۴–۱۳۸۳   | مهدی رجب‌زاده           | ۸     |
| ۸۵–۱۳۸۴   | مهدی رجب‌زاده           | ۱۴    |
| ۸۶–۱۳۸۵   | مهدی رجب‌زاده (آقای گل) | ۱۷    |
| ۸۷–۱۳۸۶   | اسماعیل فرهادی         | ۹     |
| ۸۸–۱۳۸۷   | ایگور کاسترو           | ۱۶    |
| ۸۹–۱۳۸۸   | محمدرضا خلعتبری        | ۱۱    |
| ۹۰–۱۳۸۹   | سید محمد حسینی         | ۱۲    |
| ۹۱–۱۳۹۰   | محمد قاضی              | ۷     |
| ۹۲–۱۳۹۱   | مهدی رجب‌زاده           | ۸     |
| ۹۳–۱۳۹۲   | مهدی رجب‌زاده           | ۹     |
| ۹۴–۱۳۹۳   | مسعود حسن‌زاده          | ۹     |
| ۹۵–۱۳۹۴   | مرتضی تبریزی           | ۷     |
| ۹۶–۱۳۹۵   | مرتضی تبریزی           | ۱۰    |
| ۹۷–۱۳۹۶   | مرتضی تبریزی           | ۱۳    |
| ۹۸–۱۳۹۷   | امیرارسلان مطهری       | ۶     |
| ۹۹–۱۳۹۸   | امیرارسلان مطهری       | ۵     |
| ۹۹–۱۳۹۸   | دارکو بیدوف            | ۵     |
| ۹۹–۱۳۹۸   | ایوان مارکوویچ         | ۵     |
| ۱۴۰۰–۱۳۹۹ | وحید محمدزاده          | ۵     |
| ۱۴۰۰–۱۳۹۹ | دارکو بیدوف            | ۵     |
| ۱۴۰۱–۱۴۰۰ | سعید باقرپسند          | ۴     |
| ۰۲–۱۴۰۱   | آرمان اکوان            | ۴     |
| ۰۲–۱۴۰۱   | محمدرضا سلیمانی        | ۴     |